# Armoiries du Malawi
Les armoiries du Malawi ont été approuvées lors de l'indépendance du pays, le 6 juillet 1964.
Le blason est composé d'un champ divisé en trois parties :
- dans le premier tiers, trois ondes, deux d'azur et deux d'argent ;
- dans le second, de gueules, un lion passant d'or ;
- et dans le troisième, un soleil d'or situé à la pointe.

Un lion et un guépard soutiennent le blason. Le tout est surmonté d'un heaume, lui-même surmonté d'une chimère en forme d'une onde d'azur et d'argent, d'une aigle et d'un soleil d'or, situé derrière l'aigle.
Dans la partie inférieure, devant des rochers qui symbolisent le massif Mulanje, une ceinture d'or porte la devise nationale : « Unity and Freedom » (« Unité et liberté »).
Les deux figures qui représentent le soleil symbolisent la naissance de la liberté pour l'Afrique. L'aigle et les ondes représentent le  lac Malawi.